# Ocyptamus elnora
Ocyptamus elnora är en tvåvingeart som först beskrevs av Shannon 1927.  Ocyptamus elnora ingår i släktet Ocyptamus och familjen blomflugor. Inga underarter finns listade i Catalogue of Life.